# Relationer mellan Europeiska unionen och Schweiz
|  | Europeiska unionen |

|  | Schweiz |

Relationerna mellan Schweiz och Europeiska unionen grundar sig på 120 bilaterala avtal mellan de båda parterna. Schweiz valde efter en folkomröstning den 6 december 1992 att stå utanför Europeiska ekonomiska samarbetsområdet (EES), men deltar istället genom sina bilaterala avtal i vissa delar av det europeiska samarbetet. 
Schweiz ingår i Europeiska frihandelssammanslutningen (Efta), där även Island, Liechtenstein och Norge ingår, vilket ger frihandel och fri rörlighet mellan dessa länder enligt Vaduzkonventionen, även om Efta efter ländernas avtal med EU, och efter Sveriges, Finlands och Österrikes EU-medlemskap blivit mindre betydelsefullt.
Relationerna mellan Schweiz och Europeiska unionen har tidvis varit ansträngda, inte minst på grund av det schweiziska politiska systemet som präglas av direktdemokrati och ett stort antal folkomröstningar varje år. Detta har gett upphov till viss oförutsägbarhet i Schweiz åtaganden enligt de bilaterala avtal som slutits.

## Historia

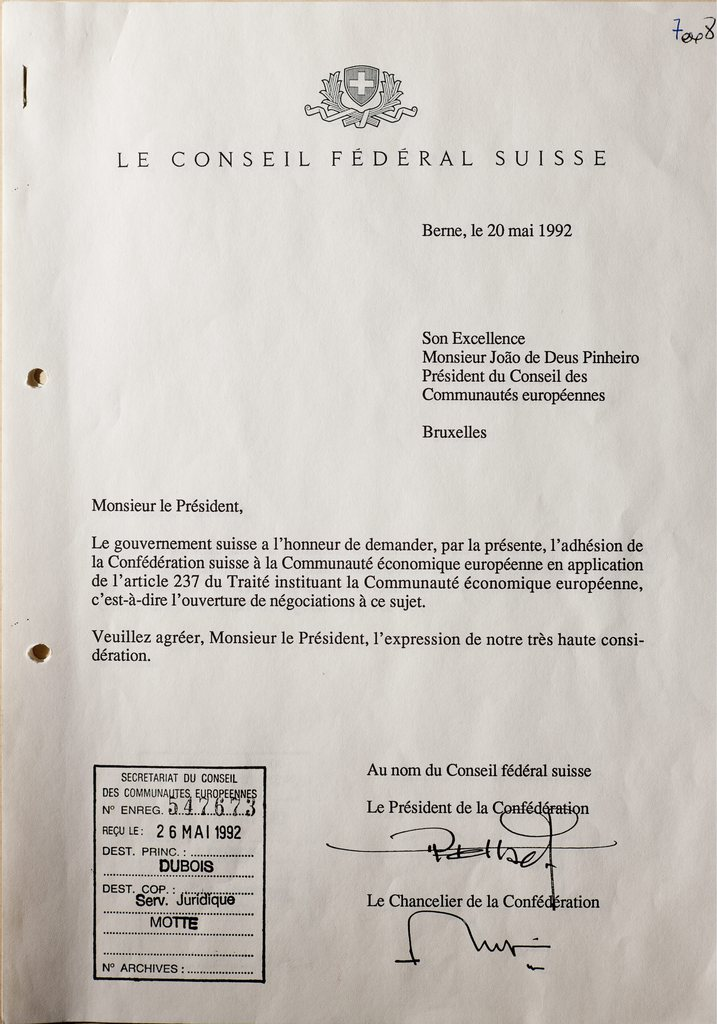
Schweiz ansökan om medlemskap i Europeiska gemenskaperna den 26 maj 1992.

Schweiz ingår inte i Europeiska ekonomiska samarbetsområdet (EES) eftersom det avvisades i en folkomröstning 6 december 1992. Schweiz hade 1992 ansökt både om EES-avtal och EG-medlemskap (26 maj 1992) och påbörjat förhandlingar om EES-avtal vilket avbröts efter folkomröstningen. Inte förrän i juni 2016 beslutade Schweiz senat att dra tillbaka ansökan.
1999 slöts sju viktiga bilaterala avtal som täcker en del av de bestämmelser som EES-avtalet omfattar. 2004 ingicks ytterligare ett antal avtal, som bland annat ger Schweiz tillträde till Dublinförordningen och Schengenregelverket.

## Bilaterala avtal
Det finns över 100 bilaterala avtal mellan Schweiz och Europeiska unionen. Avtalen ger bland annat Schweiz viss tillgång till den inre marknaden, däribland den fria rörligheten för personer och fria rörligheten för varor. Landet omfattas även av bestämmelserna om offentlig upphandling. Däremot står landet utanför den fria rörligheten för tjänster, såsom telekommunikation, vilket innebär att roamingförordningen inte gäller i landet.
Schweiz ingår även i Schengenområdet och omfattas av Dublinförordningen och Eurodacförordningen genom de bilaterala avtalen.
Schweiz har betydligt fler undantag än vad EES-avtalet skulle innebära och har ansetts ha större möjligheter att avstå från att införa EU-direktiv än EES-länder. EU har dock rätt att säga upp avtalen om Schweiz vägrar att införa ny lagstiftning som omfattas av dem. Schweiz har på grund av denna regel i princip inte vägrat införa någon ny EU-regel, men har kunnat välja huvudområden som ska eller inte ska inkluderas. En kontroversiell regel som Schweiz införde efter ja i en folkomröstning 8 februari 2009 (efter hot från EU om att säga upp avtalen) var att ge rumäner och bulgarer full rätt att arbeta i Schweiz från 2014.

### 1999 års avtal
Den 21 juni 1999 slöts sju bilaterala avtal i Luxemburg som trädde i kraft den 1 juni 2002:
- Avtalet mellan Europeiska gemenskapen och dess medlemsstater, å ena sidan, och Schweiziska edsförbundet, å andra sidan om fri rörlighet för personer
- Avtalet mellan Europeiska gemenskapen och Schweiziska edsförbundet om luftfart
- Avtalet mellan Europeiska gemenskapen och Schweiziska edsförbundet om gods- och persontransporter på väg och järnväg
- Avtalet mellan Europeiska gemenskapen och Schweiziska edsförbundet om handel med jordbruksprodukter
- Avtalet mellan Europeiska gemenskapen och Schweiziska edsförbundet om ömsesidigt erkännande i samband med bedömning av överensstämmelse
- Avtalet mellan Europeiska gemenskapen och Schweiziska edsförbundet om vissa aspekter rörande offentlig upphandling
- Avtalet mellan Europeiska gemenskaperna och Schweiziska edsförbundet om vetenskapligt och tekniskt samarbete

Dessa avtal utgör ett gemensamt paket och omfattas av en enda giljotinklausul, det vill säga uppfyller Schweiz inte något av avtalen eller begär att frånträda ett av avtalen, så upphör samtliga avtal (såvida inte unionen och Schweiz kommer överens om något annat). Det sistnämnda av avtalen berörde även Europeiska atomenergigemenskapen och var därför ett avtal mellan Europeiska gemenskaperna (och inte Europeiska gemenskapen) och Schweiz.

#### Avtalet om fri rörlighet för personer
Ett av de sju bilaterala avtalen som trädde i kraft den 1 juni 2002 är avtalet om fri rörlighet för personer. Avtalet utökar i praktiken den fria rörligheten för personer till att även omfatta Schweiz. Avtalet ger schweiziska medborgare och unionsmedborgare rätt att röra sig fritt över gränserna, uppehålla sig i upp till tre månader i ett annat land och ta anställning eller bedriva verksamhet som egenföretagare i ett annat land på samma villkor som de egna medborgarna. Bestämmelser speglar i stort sett innehållet i EG-rätten innan rörlighetsdirektivet trädde i kraft. Därför krävs fortfarande uppehållstillstånd för schweiziska medborgare som bosätter sig inom EU för en tid längre än tre månader, och på samma sätt krävs uppehållstillstånd för unionsmedborgare som vill bosätta sig i Schweiz. Rörlighetsdirektivets bestämmelser om uppehållsrätt gäller alltså inte Schweiz.
Genom avtalet omfattas Schweiz av socialförsäkringsförordningen.

### 2004 års avtal
Ett andra paket av nio bilaterala avtal slöts den 26 oktober 2004, däribland:
- Avtalet mellan Europeiska gemenskapen och Schweiziska edsförbundet om kriterier och mekanismer för att fastställa vilken stat som ska ansvara för handläggningen av en asylansökan som görs i en medlemsstat eller i Schweiz (avtalet om Dublinförordningen)[10]
- Avtalet mellan Europeiska unionen, Europeiska gemenskapen och Schweiziska edsförbundet om Schweiziska edsförbundets associering till genomförandet, tillämpningen och utvecklingen av Schengenregelverket (avtalet om Schengenregelverket)[11]
- Avtalet om samarbete mellan Europeiska gemenskapen och dess medlemsstater, å ena sidan, och Schweiziska edsförbundet, å den andra, om bekämpande av bedrägerier och annan olaglig verksamhet som skadar deras finansiella intressen[12]

De två första avtalen trädde i kraft den 1 mars 2008 och det tredje den 8 mars 2009.

#### Avtalen om Dublinförordningen och Schengensamarbetet
Genom det andra paketet av bilaterala avtal har Schweiz bland annat avtal om att bli en del av Schengenområdet. Avtalen innefattar även att Schweiz tillträder Dublinförordningen och Eurodacförordningen, som båda är centrala för att avgöra vilken medlemsstat som ska pröva en asylansökan. Liechtenstein fick möjlighet att tillträda båda avtalen genom särskilda protokoll.
Den 15 maj 2022 folkomröstar Schweiz om landets finansiella bidrag till Frontex som en del av Schengensamarbetet. Ett eventuellt nej väntas leda till att landet måste lämna Schengensamarbetet.

### 2019 års avtal
Under 2019 ingick Schweiz ytterligare ett avtal med Europeiska unionen, denna gång om Prümbeslutet och dess tillhörande genomförandebeslut. Prümbeslutet reglerar överföringen av DNA, fingeravtryck och registreringsskyltar mellan medlemsstaterna i syfte att bekämpa brottslighet.

### Nytt bilateralt avtal
Europeiska unionens råd har efterlyst ett nytt avtal för samarbetet med Schweiz. 2012 och 2013 skrev rådet i sin utvärdering av Efta-relationerna: "Rådet anser att vägen Schweiz tagit att delta i EU (...) har nått sin gräns och behöver omvärderas. (...) Ytterligare utvidgning av detta system skulle också riskera underminera EU:s relationer med EES-länderna." En folkomröstning 9 februari 2014 gav resultatet att Schweiz ska begränsa invandring och inom 3 år förhandla om avtal med EU om rätt att arbeta. Det har mottagits negativt av Europeiska kommissionen som nämnt giljotinregeln och uttalat "inre marknaden är inte en schweizerost". eftersom EU inte har velat kompromissa om fri rörlighet för personer med Schweiz och EES-länderna. EU införde på grund av detta sanktioner inom bland annat studentutbyte. I december 2016 fattades ett beslut som följd av folkomröstningen, där Schweiz inte inför kvoter för antal EU-medborgare eller stoppar vissa länder, utan endast begär via lag att arbetsgivare ska föredra schweiziska medborgare före utländska, dock utan att kräva att arbetsgivare motiverar sina val av anställda. Högre krav ska också ställas på invandrares vandel.
Förhandlingar om att ersätta de tidigare avtalen med ett enda avtal påbörjades mellan EU och Schweiz 2014, men strandade 2018. Sedan dess har det rått oenighet om bland annat hur ny lagstiftning bör implementeras i Schweiz och EU-domstolens makt över att tolka lagstiftningen. Bland de svåra frågorna att komma överens om återfinns bland annat reglerna om statsstöd och fri rörlighet för personer. I maj 2021 meddelade Schweiz unilateralt att man avbrutit förhandlingarna.
I december 2023 nåddes en överenskommelse mellan Schweiz och EU om att återstarta förhandlingarna om ett eller flera avtal. I mars 2024 antog Europeiska unionens råd unionens förhandlingsmandat. I mitten av december 2024 enades EU och Schweiz om nya avtal. Till skillnad från tidigare förhandlingar omfattar den nya överenskommelsen bevarandet av modellen med en serie olika avtal som reglerar olika delar av förhållandet mellan EU och Schweiz. Bland de uppdaterade reglerna återfinns bland annat fullt deltagande av Schweiz i den fria rörligheten för personer, däribland uppehållsrätt för schweiziska medborgare, samt tillämpning av EU-domstolens rättspraxis på de områden som omfattas av avtalen.

## Institutionellt ramverk
Genom varje bilateralt avtal har en gemensam kommitté inrättats mellan Europeiska unionen och Schweiz. Dessa kommittéer ansvarar för att övervaka genomförandet av avtalen och att uppdatera avtalen i takt med att ny europeisk lagstiftning på respektive område antas.